# Родственный отбор
Родственный отбор  (англ. kin selection) — отбор, оперирующий совокупной приспособленностью особей, или проще — отбор, направленный на сохранение признаков, благоприятствующих выживанию близких родичей данной особи. Является специфическим видом группового, а именно, — междемового отбора, хотя есть и противоположные мнения. Основывается на понятиях истинного альтруизма особей. Термин (но не само понятие) ввёл Джон Мейнард Смит в 1964 году.

## Альтруизм
Можно выделить две трактовки понятия альтруизма, широкая трактовка:
- Альтруизм — это действия, осуществляемые во вред себе, но на благо другим.

и узкая:
- Альтруизм — это поведение, которое приводит к увеличению выживания и/или числа потомков других особей, не являющихся прямыми потомками альтруиста, и уменьшению вероятности выживания альтруиста и/или числа его потомков.

Под вторым определением и понимается истинный альтруизм.

### Примеры альтруизма у животных
- Гиеновые собаки кормят своих и чужих щенков в одной стае
- Пожертвование собой ради улья рабочих пчел, солдат термитов, муравьёв, тлей.

## Родственный отбор
Одна из первых идей в обоснование кин-отбора была высказана Джоном Холдейном, он утверждал, что альтруизм может возникать, если он направлен на родственников. То есть альтруизм направлен не просто на любых особей данного вида, данной популяции, а именно на состоящих в родственной связи, однако механизма оценки степени родственной связи предложено не было.
Основной вклад в развитие данной концепции внес Уильям Гамильтон. В своих идеях по обоснованию теории кин-отбора Уильям Гамильтон связывал альтруистичное поведение с наличием у родственников идентичных по происхождению генов. Именно такой подход и лёг в обоснование концепции Кин-отбора и её математической модели.

## Объяснение альтруизма
Коэффициент родственности — это величина вероятности наличия у родственных особей, в конкретном локусе, аллеля идентичного по происхождению или доля идентичных по происхождению генов в генотипе родственных особей (для прямых родственников — родителей и потомков — это точная мера, для всех прочих родственников — вероятностная).
Для диплоидных организмов коэффициент родственности
{\displaystyle r=n(0{,}5)^{l},}
где n — число «путей» передачи, l — число мейозов или поколений.
Таким образом, у родителей-детей он составляет 0,5, столько же у так называемых сибсов (братья/сестры), 0,25 у родителей и потомков второго поколения (дедушка-внуки), и дяди-племянника.
В случае же общественных перепончатокрылых (пчелы, муравьи), так как самцы гаплоидны, и рабочие самки получают половину своего генома от отца полностью (с вероятностью единица), а средняя вероятность сходства у сестер по части генома полученной от самки-царицы составляет 0,25 (они сходны с матерью в среднем с вероятностью 0,5 — равнораспределенной от 0 до 1, но это составляет только половину их генома), то суммарная средняя степень (вероятность) сходства генома рабочих пчел между собой и их сестер, полноценных маток, составляет 0,75 (равнораспределена от 0,5 до 1), и всего 0,5 с матерью — самкой-царицей и столько же с отцом. При таком механизме генетического наследования отбор благоприятствует закреплению «генов» (правильней сказать, механизмов) альтруистического поведения у «сестёр», которые более родственны между собой, нежели с родителями.

### Правило Гамильтона
Альтруистическое поведение можно объяснить с помощью теории родственного отбора и правила Гамильтона. Основные параметры:
- c (cost) — разница в репродуктивной успешности особи-эгоиста и особи-альтруиста,
- b (benefit) — увеличение выживаемости другой особи в случае альтруизма первой,
- r (relatedness) — степень родства между особями (вычисляется как {\displaystyle (1/2)^{g}}, где g — число поколений или минимальное число родственных связей между особями, для братьев g = 2, для дяди-племянника g = 3).

Правило Гамильтона: при rb > с средняя приспособленность альтруистов будет выше таковой «эгоистов», и количество копий генов альтруизма должно увеличиваться.
Заметим, что:
- нет необходимости предполагать осознанность действий альтруиста;
- причины направленности альтруизма на родичей могут быть различными и необязательно связаны с выбором особи;
- необязательно, что альтруист осознанно «стремится передать свои гены в следующее поколение».